# Уругвайское класико

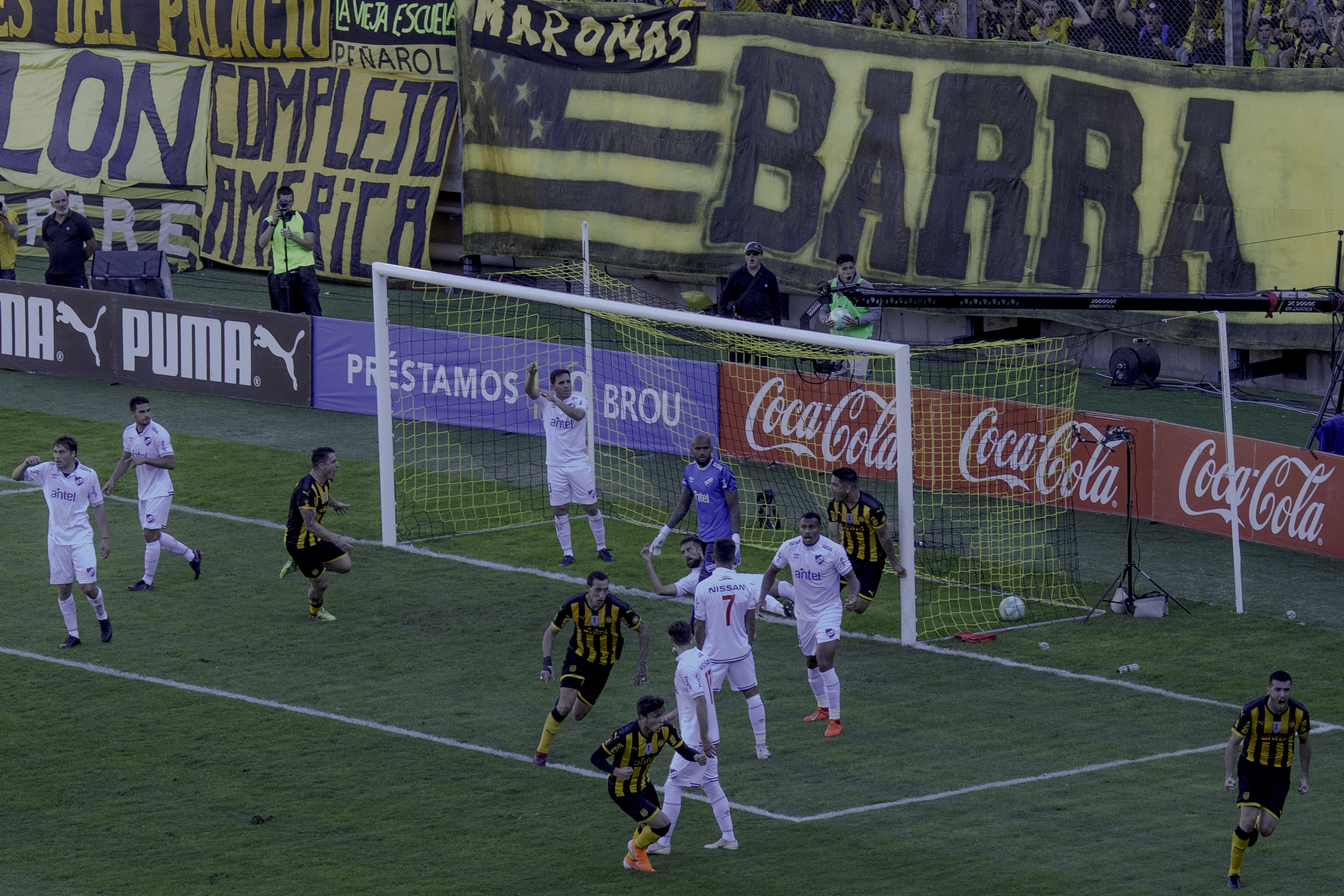
«Пеньяроль» сравнивает счёт в уругвайском класико на стадионе «Кампеон-дель-Сигло» 12 мая 2019 года

Класико уругвайского футбола (исп. Clásico del fútbol uruguayo), также известное как Суперкласико уругвайского футбола (исп. Superclásico del fútbol uruguayo), — футбольное дерби Уругвая между клубами «Насьональ» и «Пеньяроль», самыми успешными и популярными командами в стране. По состоянию на 2018 год команды выиграли на двоих 96 из 115 чемпионатов Уругвая, а также множество международных турниров, включая восемь Кубков Либертадорес. Первое дерби датируется 15 июля или 15 сентября 1900 года, что делает его одним из старейших дерби в мире за пределами Великобритании.
«Пеньяроль» был основан в 1891 году как Центральный уругвайский крикетный клуб (СУРКК) и изначально состоял из английских иммигрантов, представляющих Центральную Уругвайскую железную дорогу (Ferrocarril Central del Uruguay). Клуб базировался в районе Пеньяроль на окраине Монтевидео. «Насьональ» был создан в 1899 году как клуб исключительно для местных игроков в то время, когда другие футбольные команды состояли почти исключительно из европейских иммигрантов. СУРКК выиграл первый матч дерби, состоявшийся в 1900 году, со счётом 2:0.
В 1913 году «Пеньяроль» выделился из СУРКК в качестве отдельного футбольного клуба, что стало причиной того, что «Насьональ» не признаёт пять чемпионских титулов СУРКК в качестве достижений «Пеньяроля».
Ожесточенность дерби зачастую приводила к грубым нарушениям на поле, включая драки, следствием чего являлись многочисленные удаления. Так в матче Кубке Либертадорес 1971 массовая драка привела к тому, что с поля были удалены все 22 футболиста. В 1990 году похожий эпизод привёл к тому, что в самой концовке дерби у команд осталось по семь игроков. В 2000 году по итогам массовой драки девять футболистов и один представитель тренерского штаба были вынуждены провести месяц в тюрьме. Другим курьёзным случаем стал матч дерби, проведённый 23 апреля 1987, когда при счёте 1:1 «Пеньяроль» остался ввосьмером, но, имея на три футболиста меньше чем соперник, сумел забить победный гол.

## Матчи

### Насьональ — СУРКК
| Турнир              | Матчи | Победы СУРКК | Ничьи | Победы «Насьоналя» | Голы СУРКК | Голы «Насьоналя» |
| ------------------- | ----- | ------------ | ----- | ------------------ | ---------- | ---------------- |
| Чемпионат Уругвая   | 22    | 8            | 6     | 8                  | 28         | 24               |
| Copa Competencia    | 9     | 5            | 1     | 3                  | 12         | 19               |
| Copa de Honor       | 6     | 3            | 2     | 1                  | 13         | 7                |
| Всего (официальные) | 37    | 16           | 9     | 12                 | 53         | 40               |
| Другие              | 16    | 6            | 3     | 7                  | 25         | 25               |
| Всего               | 53    | 22           | 12    | 19                 | 78         | 65               |

### Насьональ — Пеньяроль
| Турнир                      | Матчи | Победы «Пеньяроля» | Ничьи | Победы «Насьоналя» | Голы «Пеньяроля» | Голы «Насьоналя» |
| --------------------------- | ----- | ------------------ | ----- | ------------------ | ---------------- | ---------------- |
| Чемпионат Уругвая           | 243   | 85                 | 86    | 72                 | 309              | 283              |
| Copa del Consejo Provisorio | 2     | 2                  | 0     | 0                  | 1                | 0                |
| Лигилья Пре-Либертадорес    | 22    | 12                 | 4     | 6                  | 34               | 21               |
| Torneo Competencia          | 33    | 16                 | 6     | 11                 | 44               | 34               |
| Torneo de Honor             | 6     | 0                  | 3     | 3                  | 5                | 11               |
| Liga Mayor                  | 8     | 0                  | 5     | 3                  | 6                | 10               |
| Torneo Cuadrangular         | 16    | 4                  | 6     | 6                  | 19               | 22               |
| Campeonato General Artigas  | 1     | 0                  | 1     | 0                  | 1                | 1                |
| Torneos Especiales          | 6     | 2                  | 1     | 3                  | 6                | 7                |
| Кубок Либертадорес          | 38    | 13                 | 15    | 10                 | 44               | 41               |
| Кубок Меркосур              | 2     | 1                  | 1     | 0                  | 2                | 1                |
| Суперкубок Либертадорес     | 4     | 1                  | 2     | 1                  | 6                | 6                |
| Всего (официальные матчи)   | 358   | 126                | 121   | 111                | 450              | 413              |
| Товарищеские матчи          | 89    | 29                 | 29    | 31                 | 106              | 114              |
| Всего                       | 484   | 168                | 161   | 155                | 600              | 574              |

### Насьональ — Пеньяроль/СУРКК
| Матчи | Победы «Пеньяроля»/СУРКК | Ничьи | Победы «Насьоналя» | Голы «Пеньяроля»/СУРКК | Голы «Насьоналя» |
| ----- | ------------------------ | ----- | ------------------ | ---------------------- | ---------------- |
| 537   | 190                      | 173   | 174                | 678                    | 639              |

- Источник: RSSSF, данные на 21 января 2019.

## Титулы
| Турнир                                  | Насьональ | Пеньяроль | СУРКК |
| --------------------------------------- | --------- | --------- | ----- |
| Чемпионат Уругвая                       | 46        | 45        | 5     |
| Кубок Либертадорес                      | 3         | 5         | -     |
| Межконтинентальный кубок                | 3         | 3         | -     |
| Межамериканский кубок                   | 2         | 0         | -     |
| Рекопа Южной Америки                    | 1         | 0         | -     |
| Суперкубок межконтинентальных чемпионов | 0         | 1         | -     |